# Alsodes vittatus
Az Alsodes vittatus a kétéltűek (Amphibia) osztályának békák (Anura) rendjébe és az Alsodidae családba tartozó faj.

## Előfordulása
Az Alsodes vittatus Chile endemikus faja, egyetlen állománya ismert, az ország Malleco tartományában, az Andok nyugati lejtőin, San Ignacio de Pemehue település környékén.